# Grand Prix mondial de volley-ball 1998
Navigation
Grand Prix 1997 Grand Prix 1999
Le 6e Grand Prix mondial de volley-ball féminin s'est déroulé du 21 août au 13 septembre 1998.
L'évènement s'est déroulé sur quatre semaines dans quatre pays et cinq villes à travers toute l'Asie : à Macao, en Chine, à Taïwan et en Inde. 
La phase finale s'est joué à Hong Kong en Chine du 12 au 13 septembre 1998

## Équipes participantes
| Europe        | Amérique               | Asie                     |
| ------------- | ---------------------- | ------------------------ |
| Italie Russie | Brésil Cuba États-Unis | Chine Japon Corée du Sud |

## Tournois Préliminaires

### Premier week-end
| Groupe A                                | Groupe B                                            |
| --------------------------------------- | --------------------------------------------------- |
| Site : Macao Brésil Italie Japon Russie | Site : Chongqing Chine Corée du Sud Cuba États-Unis |

#### Groupe A (Macao)
| Rang | Équipe | Point | J | G | P | PP | PC | Ratio | SP | SC | Ratio |
| 1    | Russie | 6     | 3 | 3 | 0 | 9  | 0  | MAX   |    |    |       |
| 2    | Italie | 5     | 3 | 2 | 1 | 6  | 6  | 1,000 |    |    |       |
| 3    | Japon  | 4     | 3 | 1 | 2 | 4  | 8  | 0,500 |    |    |       |
| 4    | Brésil | 3     | 3 | 0 | 3 | 4  | 9  | 0,444 |    |    |       |

#### Groupe B (Chongqing)
| Rang | Équipe       | Point | J | G | P | PP | PC | Ratio | SP | SC | Ratio |
| 1    | Cuba         | 6     | 3 | 3 | 0 | 9  | 0  | MAX   |    |    |       |
| 2    | Chine        | 5     | 3 | 2 | 1 | 6  | 3  | 2,000 |    |    |       |
| 3    | Corée du Sud | 4     | 3 | 1 | 2 | 3  | 7  | 0,428 |    |    |       |
| 4    | États-Unis   | 3     | 3 | 0 | 3 | 1  | 9  | 0,111 |    |    |       |

### Deuxième week-end
| Groupe C                                       | Groupe D                                      |
| ---------------------------------------------- | --------------------------------------------- |
| Site : Fengshan Brésil Corée du Sud Cuba Japon | Site : Bangkok Chine États-Unis Italie Russie |

#### Groupe C (Fengshan)
| Rang | Équipe       | Point | J | G | P | PP | PC | Ratio | SP | SC | Ratio |
| 1    | Brésil       | 6     | 3 | 3 | 0 | 9  | 3  | 3,000 |    |    |       |
| 2    | Cuba         | 5     | 3 | 2 | 1 | 7  | 3  | 2,333 |    |    |       |
| 3    | Corée du Sud | 4     | 3 | 1 | 2 | 5  | 8  | 0,625 |    |    |       |
| 4    | Japon        | 3     | 3 | 0 | 3 | 2  | 9  | 0,222 |    |    |       |

#### Groupe D (Bangkok)
| Rang | Équipe     | Point | J | G | P | PP | PC | Ratio | SP | SC | Ratio |
| 1    | Chine      | 6     | 3 | 3 | 0 | 9  | 2  | 4,500 |    |    |       |
| 2    | Russie     | 5     | 3 | 2 | 1 | 7  | 5  | 1,400 |    |    |       |
| 3    | Italie     | 4     | 3 | 1 | 2 | 4  | 7  | 0,571 |    |    |       |
| 4    | États-Unis | 3     | 3 | 0 | 3 | 3  | 9  | 0,333 |    |    |       |

### Troisième week-end
| Groupe E                                       | Groupe F                                      |
| ---------------------------------------------- | --------------------------------------------- |
| Site : Chennai Corée du Sud Cuba Italie Russie | Site : Shanghai Brésil Chine États-Unis Japon |

#### GroupE E (Chennai)
| Rang | Équipe       | Point | J | G | P | PP | PC | Ratio | SP | SC | Ratio |
| 1    | Cuba         | 6     | 3 | 3 | 0 | 9  | 3  | 3,000 |    |    |       |
| 2    | Russie       | 5     | 3 | 2 | 1 | 8  | 4  | 2,000 |    |    |       |
| 3    | Italie       | 4     | 3 | 1 | 2 | 4  | 8  | 0,500 |    |    |       |
| 4    | Corée du Sud | 3     | 3 | 0 | 3 | 3  | 9  | 0,333 |    |    |       |

#### GroupE F (Shanghai)
| Rang | Équipe     | Point | J | G | P | PP | PC | Ratio | SP | SC | Ratio |
| 1    | Brésil     | 6     | 3 | 3 | 0 | 9  | 0  | MAX   |    |    |       |
| 2    | Chine      | 5     | 3 | 2 | 1 | 6  | 4  | 1,500 |    |    |       |
| 3    | Japon      | 4     | 3 | 1 | 2 | 4  | 6  | 0,666 |    |    |       |
| 4    | États-Unis | 3     | 3 | 0 | 3 | 0  | 9  | 0,000 |    |    |       |

## Classement tour préliminaire
| No | Équipe       | Points | Matches | Matches | Matches | Sets | Sets   | Sets  |
| No | Équipe       | Points | joués   | gagnés  | perdus  | pour | contre | Ratio |
| -- | ------------ | ------ | ------- | ------- | ------- | ---- | ------ | ----- |
| 1. | Cuba         | 17     | 9       | 8       | 1       | 25   | 6      | 4,166 |
| 2. | Russie       | 16     | 9       | 7       | 2       | 24   | 9      | 2,666 |
| 3. | Chine        | 16     | 9       | 7       | 2       | 21   | 9      | 2,333 |
| 4. | Brésil       | 15     | 9       | 6       | 3       | 22   | 12     | 1,833 |
| 5. | Italie       | 13     | 9       | 4       | 5       | 14   | 21     | 0,666 |
| 6. | Corée du Sud | 11     | 9       | 2       | 7       | 11   | 24     | 0,458 |
| 7. | Japon        | 11     | 9       | 2       | 7       | 10   | 23     | 0,435 |
| 8. | États-Unis   | 9      | 9       | 0       | 9       | 4    | 27     | 0,148 |

## Phase Finale

### Places de 1 à 4
|  | Demi-finales                                     | Demi-finales                               |                        |   | Finale                               | Finale                               |
|  | Demi-finales                                     | Demi-finales                               |                        |   | Finale                               | Finale                               |
|  |                                                  |                                            |                        |   |                                      |                                      |
|  | 12 septembre 1998 (15-6 17-16 11-15 17-15)       | 12 septembre 1998 (15-6 17-16 11-15 17-15) |                        |   | 13 septembre 1998 (15-11 15-13 15-9) | 13 septembre 1998 (15-11 15-13 15-9) |
|  | 12 septembre 1998 (15-6 17-16 11-15 17-15)       | 12 septembre 1998 (15-6 17-16 11-15 17-15) |                        |   | 13 septembre 1998 (15-11 15-13 15-9) | 13 septembre 1998 (15-11 15-13 15-9) |
|  | Brésil                                           | 3                                          |                        |   | 13 septembre 1998 (15-11 15-13 15-9) | 13 septembre 1998 (15-11 15-13 15-9) |
|  | Brésil                                           | 3                                          |                        |   | 13 septembre 1998 (15-11 15-13 15-9) | 13 septembre 1998 (15-11 15-13 15-9) |
|  | Cuba                                             | 1                                          |                        |   | 13 septembre 1998 (15-11 15-13 15-9) | 13 septembre 1998 (15-11 15-13 15-9) |
|  | Cuba                                             | 1                                          | Brésil                 | 3 |                                      |                                      |
|  | 12 septembre 1998 (4-15 15-11 15-13 10-15 15-13) |                                            | Brésil                 | 3 |                                      |                                      |
|  |                                                  | Russie                                     | 0                      |   |                                      |                                      |
|  | Russie                                           | Russie                                     | 0                      | 3 |                                      |                                      |
|  | Russie                                           |                                            |                        | 3 |                                      |                                      |
|  | Chine                                            | 2                                          |                        |   |                                      |                                      |
|  | Chine                                            | 2                                          | Match pour la 3e place |   |                                      |                                      |
|  |                                                  |                                            |                        |   |                                      |                                      |
|  | 13 septembre 1998 (3-15 15-8 15-9 15-7)          |                                            |                        |   |                                      |                                      |
|  |                                                  |                                            |                        |   |                                      |                                      |
|  | Cuba                                             | 3                                          |                        |   |                                      |                                      |
|  | Cuba                                             | 3                                          |                        |   |                                      |                                      |
|  | Chine                                            | 1                                          |                        |   |                                      |                                      |
|  | Chine                                            | 1                                          |                        |   |                                      |                                      |

## Distinctions individuelles
- MVP : Leila Barros
- Meilleure Marqueuse : Ana Paula Connelly
- Meilleure Contreuse : Ana Paula Connelly
- Meilleure Serveuse :  Raquel Silva
- Meilleure Passeuse :
- Meilleure Défenseur :

## Tableau final
| Place              | Équipe       |
| ------------------ | ------------ |
| Médaille d'or      | Brésil       |
| Médaille d'argent  | Russie       |
| Médaille de bronze | Cuba         |
| 4                  | Chine        |
| 5                  | Italie       |
| 6                  | Corée du Sud |
| 7                  | Japon        |
| 8                  | États-Unis   |